# Edo Neuhusius
 (février 2023).
Edo Neuhusius ou Neuhaus (né le 21 octobre 1581 à Steinfurt, mort le 7 mars 1638 à Leeuwarden) est un pasteur réformé néerlandais.

## Biographie
Neuhusius perd ses parents tôt ; son oncle Otto Casmann est responsable de son éducation. Il fréquente d'abord le Steinfurt Gymnasium puis, à partir de 1594, le Stade Gymnasium. Il retourne à Steinfurt en 1603 pour étudier les langues anciennes, la philosophie et la théologie, car la Hohe Schule zu Burgsteinfurt est à l'époque la principale université réformée. Pendant une courte période, il est à l'université de Marbourg.
En 1607, Neuhusius est appelé pour être recteur du collège de Leeuwarden et interrompt ses études complémentaires à Marburg. Il y est enseignant et recteur. En 1613, il devient également membre doyen de l'Église réformée. Il refuse une nomination comme recteur à Groningue.
Ses œuvres Fatidica Sacra, Sive De Divina Futurorum Prænunciatione, paru à Amsterdam en deux volumes en 1635 et 1636, et Theatrum ingenii humani, paru à Amsterdam en 1633, sont mis à l’Index librorum prohibitorum le 23 janvier 1640 et le 26 janvier 1677.
Son fils, Regnier von Neuhauss (1618-1680), sera poète en latin et recteur des collèges de Harlingue et Alkmaar.